# من بادي الوقت
من بادي الوقت أغنية للفنان محمد عبده، من كلمات الشاعر الأمير خالد الفيصل، وألحان محمد عبده.